# ウクライナ西部

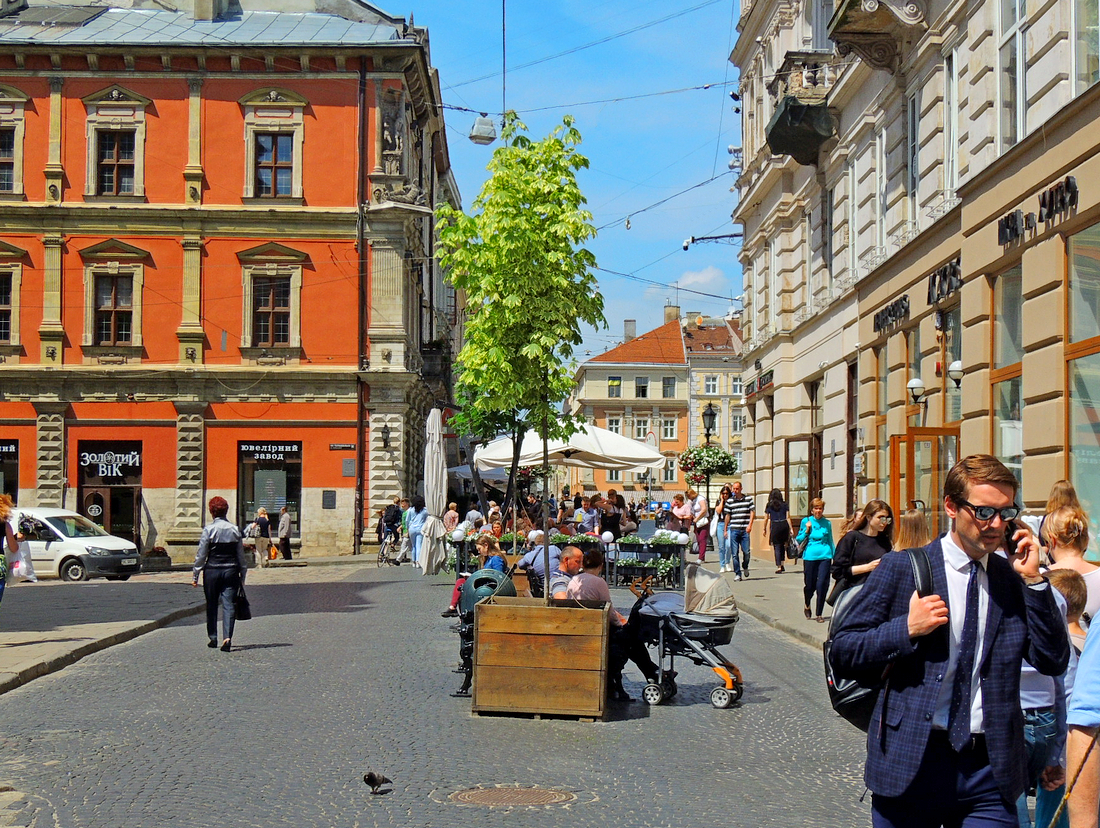
リヴィウ歴史地区、1272年から1349年までハルィチ・ヴォルィーニ王国の首都であり、現在は西ウクライナ最大の都市

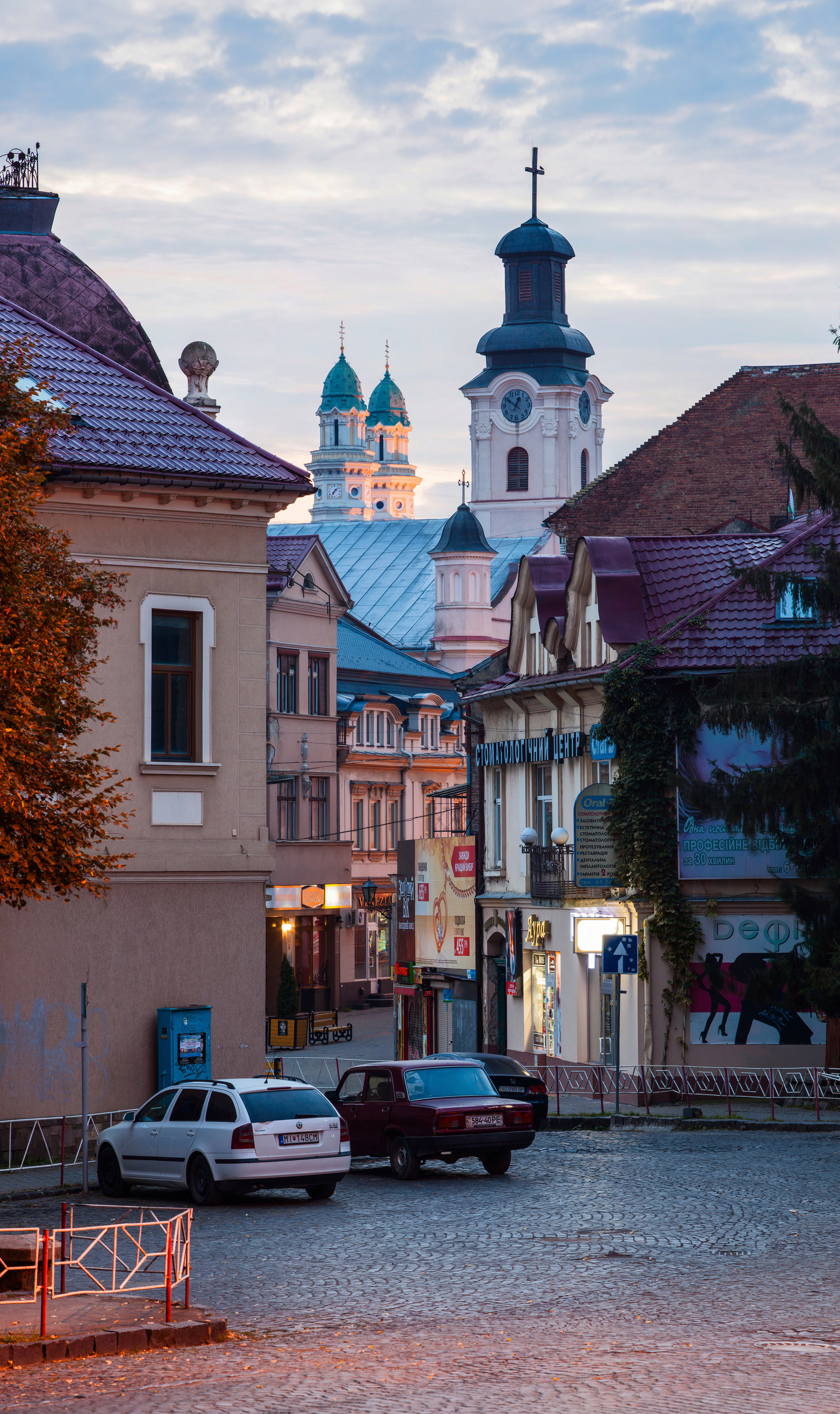
ウージュホロドの旧市街とカトリック教会、西ウクライナにおける西方教会の影響を示す

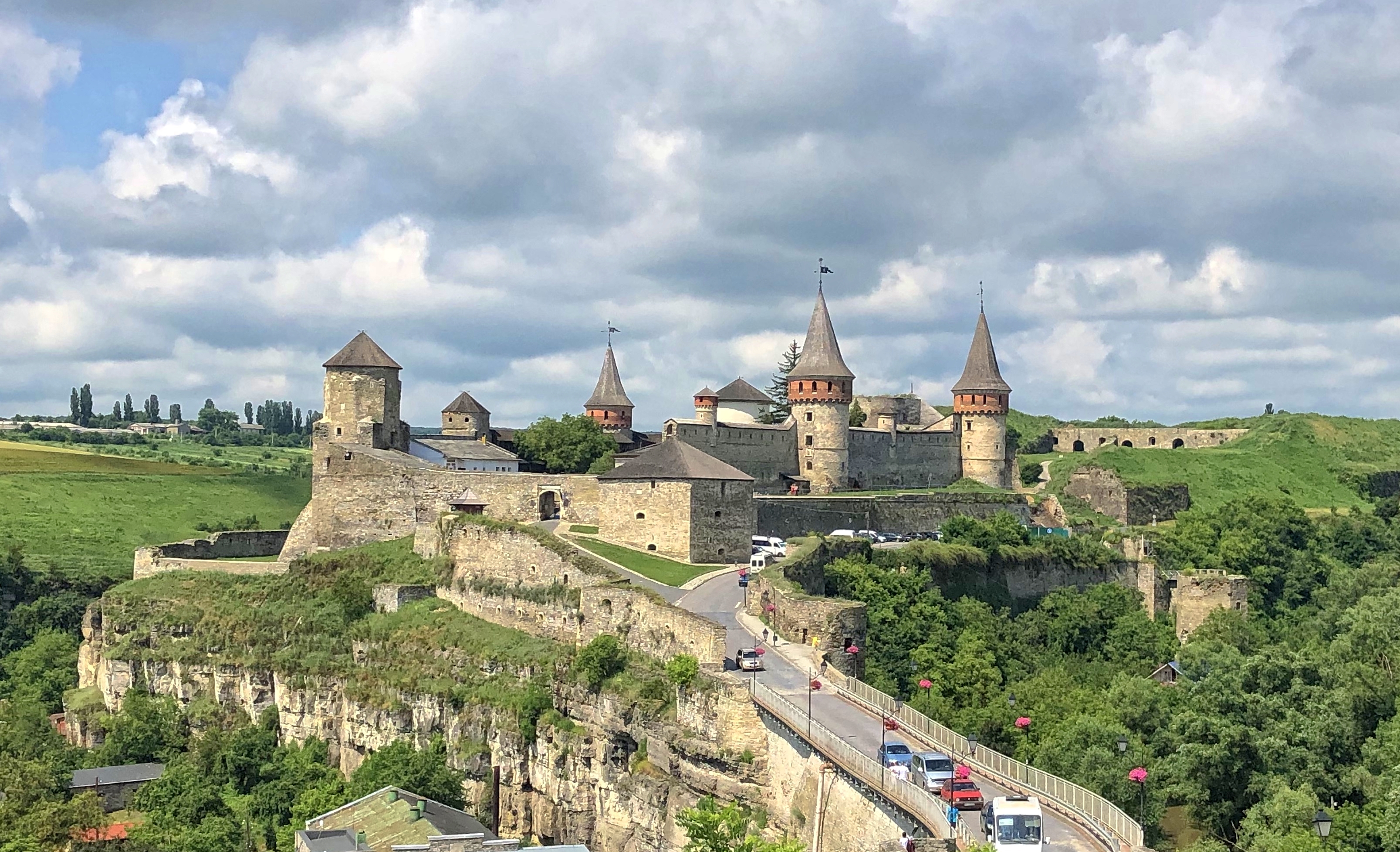
カミャネツィ・ポジーリシクィイ城、かつてのルテニア・リトアニアの城塞で、後にポーランドの三分割要塞

西ウクライナ（にしウクライナ、ウクライナ語: Західна Україна ウクライナ語ラテン翻字: Zakhidna Ukraina ウクライナ語発音: [ˈzaxʲidnɐ ʊkrɐˈjinɐ]）は、ウクライナの西部地域を指す。明確な境界の定義は存在しないが、現代のウクライナの行政区分（オブラスチ）であるチェルニウツィー州、イヴァーノ＝フランキーウシク州、リヴィウ州、テルノーピリ州、ザカルパッチャ州（旧オーストリア＝ハンガリー帝国領）が一般的に含まれる。さらに、ヴォルィーニ州とリウネ州（ポーランド・リトアニア共和国の第三次ポーランド分割で併合された地域）も通常含まれる。近年では、フメリニツキー州も地理的・言語的・文化的関連から西ウクライナに含まれることが多いが、歴史的・政治的観点からは議論がある。この地域には、カルパチア・ルテニア、ハルィチナ（ポクッチャを含む）、ヴォルィーニの大部分、ブコビナ北部、ヘルツァ地域、ポジーリャなどの歴史的地域が含まれる。東部ヴォルィーニ、ポドーリャ、ベッサラビアの北部の一部も西ウクライナに含まれる場合がある。
西ウクライナは、ハールィチ・ヴォルィーニ大公国、ポーランド・リトアニア連邦、モルダヴィア公国、オーストリア帝国、オーストリア＝ハンガリー帝国、ポーランド第二共和国、ルーマニア王国、ソビエト連邦（ウクライナ・ソビエト社会主義共和国経由）など、さまざまな政権下に置かれた。1939年と1940年のポーランド侵攻およびソビエトによるベッサラビアと北ブコビナの占領後、第二次世界大戦の終戦で国境が確定し、ソビエト連邦に編入。ソビエト連邦の崩壊後、独立したウクライナの一部となった。
西ウクライナは、自然と文化遺産が豊富で、世界遺産に登録された複数の遺跡がある。建築的には、カミャネツィ・ポジーリシクィイ城、リヴィウ旧市街、旧ブコビナ・ダルマチア府主教の邸宅、木造教会群、ホティン要塞、ポチャイフ修道院が含まれる。景観と自然遺産も観光資源で、カルパチア山脈やポドーリャ高地の山岳地帯、ウクライナ最高峰のホヴェルラ山、ヨーロッパ最大のオプティミスティチナ洞窟、ブコヴェルスキーリゾート、シネヴィール国立自然公園、カルパティア国立自然公園、ウージュ国立自然公園（原生林の一部を保護、カルパチア生物圏保護区に含まれる）が挙げられる。
リヴィウは地域の主要な文化中心地であり、ハルィチ・ヴォルィーニ王国の歴史的首都であった。その他の主要都市には、チェルニウツィー、リウネ、イヴァーノ＝フランキーウシク、テルノーピリ、ルーツィク、フメリニツキー、ウージュホロドがある。

## 歴史

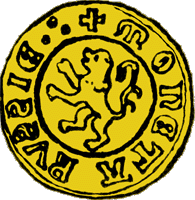
1382年にグロシュに基づいて鋳造された「Moneta Rvssiє」

西ウクライナの起源は、キエフ・ルーシの弱体化と金帳汗国の攻撃を受けて1199年に形成されたハルィチ・ヴォルィーニ王国に遡る。
14世紀のハールィチ・ヴォルィーニ継承戦争後、地域の大部分はポーランド王国に譲渡され、カジミェシュ3世が1340年に甥ボレスワフ・イェジ2世の死後、合法的に領有。東部ヴォルィーニとポジーリャの大部分は、リュバルタスによりリトアニア大公国に併合された。
ブコビナは、14世紀にハンガリー王国から派遣されたドラゴシュが形成したモルダヴィア公国の一部だった。
18世紀のポーランド分割後、現在の西ウクライナはハプスブルク君主国とロシア帝国に分割された。南西部はガリツィア・ロドメリア王国となり、1804年以降はオーストリア帝国の王領に編入。北部（ルーツィクやリウネ）は1795年の第三次ポーランド分割でロシア帝国に併合された。ロシア分割区では、1794年の虐殺、土地収奪、11月蜂起や1月蜂起の追放など、暴力と抑圧が続いた。対照的に、オーストリア分割区では、リヴィウやイヴァーノ＝フランキーウシク（スタニスワフ）に地方議会があり、政治的自由度が高く、経済的価値が低いため抑圧が少なかった。オーストリアはウクライナの組織を抑圧せず、1846年の農民蜂起を利用してポーランド貴族を弱体化させた。オーストリア＝ハンガリーは、ガリツィアでのポーランド文化の影響を抑えるため、ウクライナの政治組織を事実上奨励した。西ウクライナの南部は、1918年のハプスブルク家の崩壊までオーストリアの統治下にあった。
1775年のキュチュク・カイナルジ条約後、モルダヴィアは北西部（ブコビナ）をハプスブルク君主国に喪失し、1918年までオーストリアの統治下にあった。

### 戦間期と第二次世界大戦
1918年のウクライナ人民共和国の敗北後、1921年のリガ条約で西ウクライナはポーランド、チェコスロバキア、ハンガリー、ソビエト・ロシア（ソビエト・ベラルーシとハルキウを首都とするウクライナ・ソビエト社会主義共和国を代表）に分割された。ソビエト連邦はポーランドとの国境以東のウクライナ人民共和国の全領土を獲得。戦間期には、現在の西ウクライナの大部分はポーランド第二共和国に属し、ブコビナとカルパト・ウクライナはそれぞれルーマニア王国とチェコスロバキアに属した。
1941年のバルバロッサ作戦開始時、西ウクライナはナチス・ドイツに占領された。南部は1941年8月1日に創設されたガリツィア地区（ヘウム・ルベルスキに本部、ポーランド総督府と隣接）に編入された（1941年7月17日の文書No.1997-PS、アドルフ・ヒトラー）。北部（ヴォルィーニ）は1941年9月に創設されたウクライナ総督府に割り当てられた。ガリツィア地区はリウネを首都とするウクライナ総督府とは政治的に独立した別個の行政単位だった。ナチス・ドイツにとってこの区分は行政的かつ条件付きであり、シドール・コフパークの著書『プチウリからカルパチアへ』では国境のような区分は言及されていない。ブコビナはナチスの同盟国であるルーマニア王国が支配した。

### 戦後
第二次世界大戦でドイツが敗北した1945年5月、ソビエト連邦は現在の西ウクライナの全領土をウクライナSSRに編入。1944年から1946年にかけて、ヤルタ会議とテヘラン会議の決議および新たなポーランド・ウクライナ国境計画に基づき、1939年9月17日（ソビエトのポーランド侵攻日）以前にポーランド市民権を持っていたポーランド人とユダヤ人が戦後ポーランドに移送され、ウクライナ人はウクライナSSRに移送された。

#### 近現代
2022年のロシアのウクライナ侵攻中、ロシアは西ウクライナのリヴィウ近郊のウクライナ軍施設を巡航ミサイルで攻撃。3月下旬には、リヴィウ、ドゥブノ、ルーツィクの石油貯蔵施設にミサイル攻撃を行った。

## 行政区分

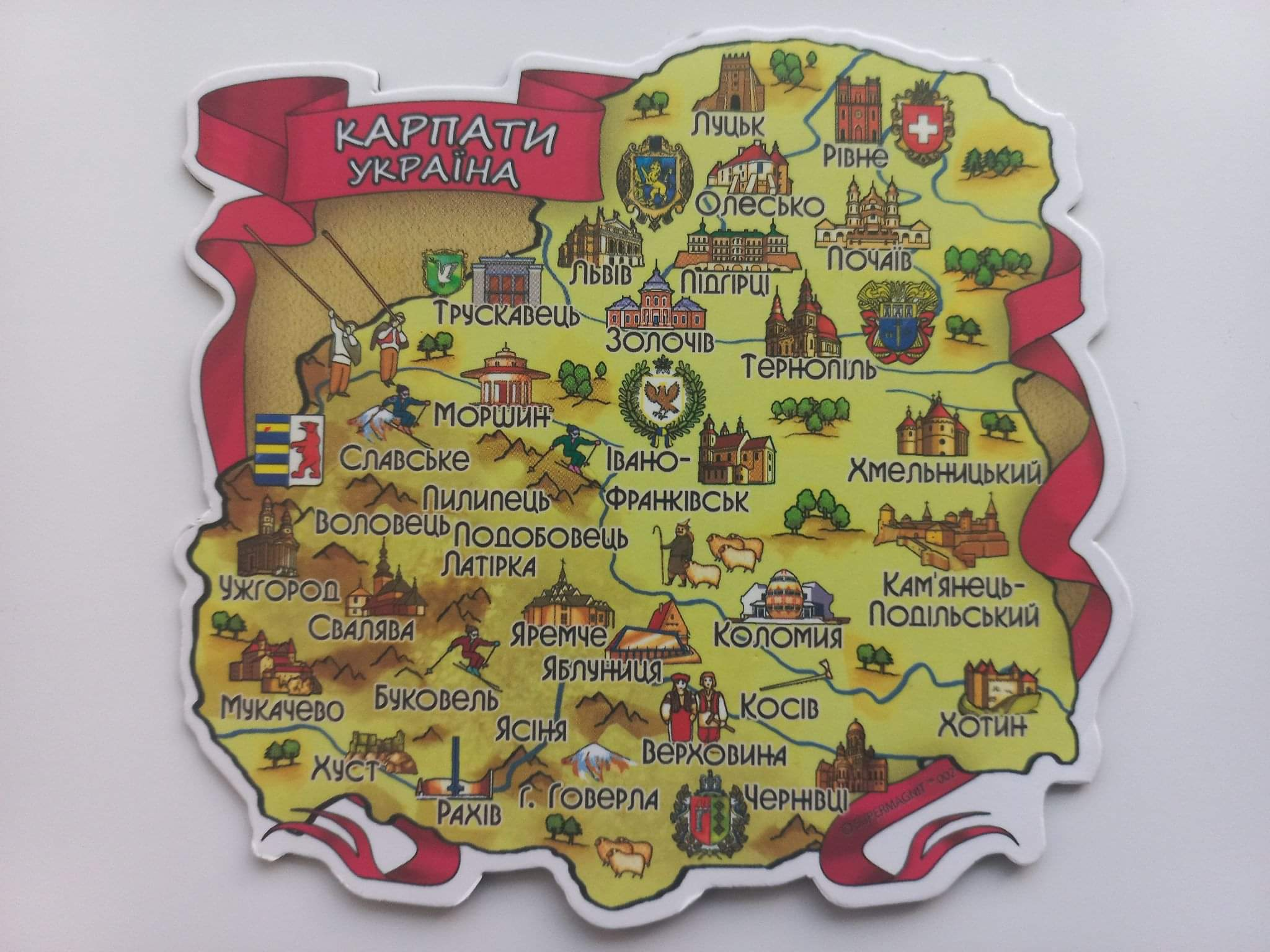
ブコヴェルの土産物

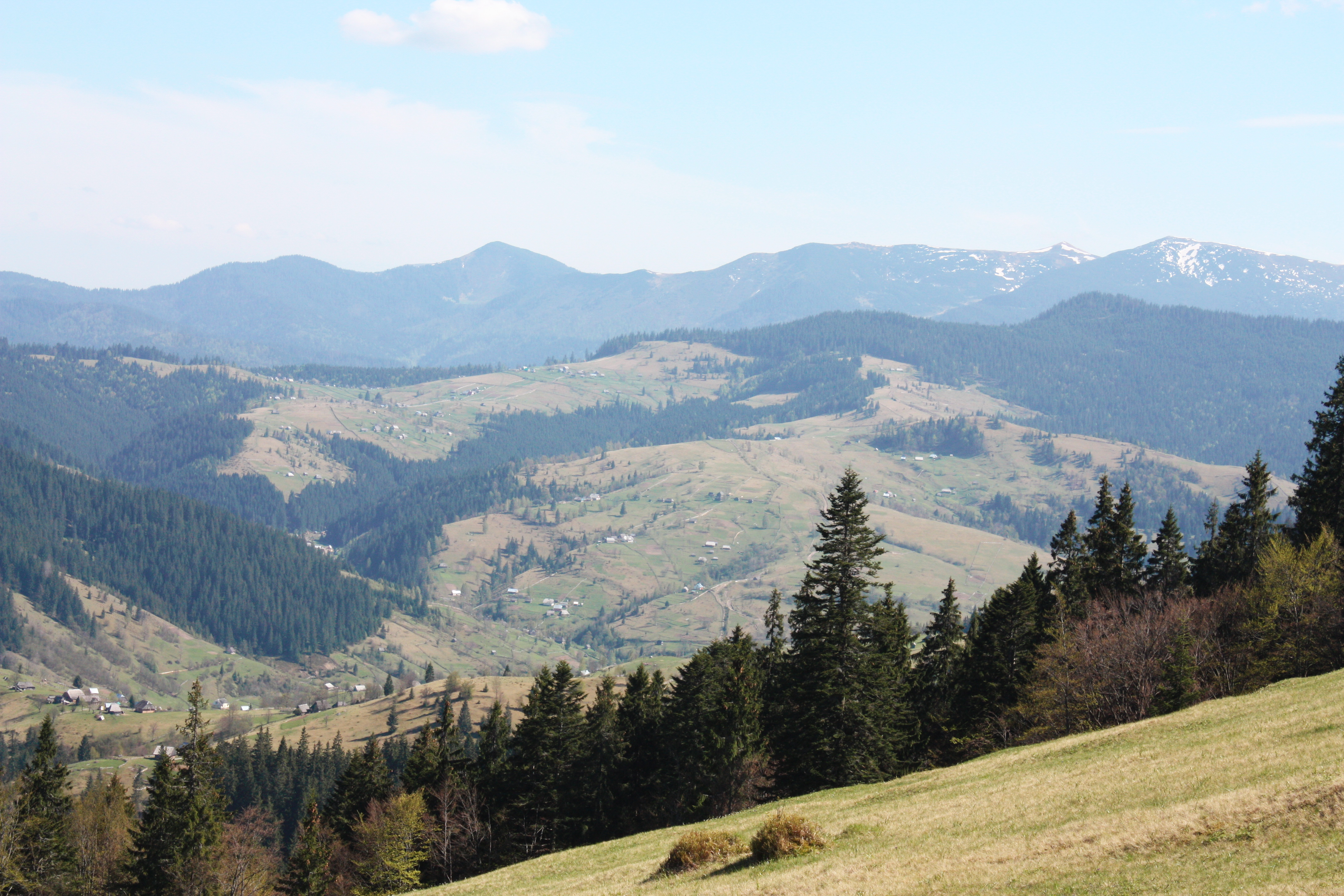
ザカルパッチャ州のカルパチア山脈、ウクライナ最高の山岳地帯

西ウクライナには、ザカルパッチャ、ヴォルィーニ、ハルィチナ（プリカルパッチャ、ポクッチャ）、ブコビナ、ポリッシャ、ポドーリャが含まれる。
西ウクライナの歴史は、以下の地域の歴史と密接に関連している：
- ブコビナ東部：1775年以来公式に使用された中央ヨーロッパの地域。第一次世界大戦後にルーマニア王国が支配し、1940年にソビエト連邦に割譲（1947年のパリ平和条約で確認）。
- 東ガリツィア（Halychyna）：1914年まで小王国だった地域で、オーストリア＝ハンガリー解体までオーストリア帝国の州。ガリツィア・ロドメリア王国の王領も参照。
- 赤ルテニア：中世以来、東ガリツィアとして知られる地域。
- 西ウクライナ人民共和国：1918年後半から1919年初頭にガリツィアの半分を領有した短命国家（ポーランド人が多い都市部を主張）。
- カルパト・ウクライナ：1939年にチェコスロバキア内の一地域で、ハンガリー支配下にあり、1944年のナチスによるハンガリー占領まで継続。
- ガリツィア・ブコビナ総督府：第一次世界大戦中にオーストリア＝ハンガリーから奪取。
- スチャヴァ県（ルーマニア王国）。
- ヴォルィーニ：ポーランド、ウクライナ、ベラルーシにまたがる歴史的地域。現在はヴォロディミルにちなむロドメリアとも呼ばれる。ポーランドの非公式用語クレスィ（1918年–1939年の辺境地、西ベラルーシを含む）も参照。
- ザカルパッチャ：現在のザカルパッチャ州。

### 行政および歴史的区分
| 行政地域                       | 面積 (km2) | 人口 (2001年国勢調査) | 人口推計 (2012年1月) |
| ------------------------------ | ---------- | --------------------- | -------------------- |
| チェルニウツィー州             | 8,097      | 922,817               | 905,264              |
| イヴァーノ＝フランキーウシク州 | 13,927     | 1,409,760             | 1,380,128            |
| フメリニツキー州               | 20,629     | 1,430,775             | 1,320,171            |
| リヴィウ州                     | 21,831     | 2,626,543             | 2,540,938            |
| リウネ州                       | 20,051     | 1,173,304             | 1,154,256            |
| テルノーピリ州                 | 13,824     | 1,142,416             | 1,080,431            |
| ヴォルィーニ州                 | 20,144     | 1,060,694             | 1,038,598            |
| ザカルパッチャ州               | 12,753     | 1,258,264             | 1,250,759            |
| 合計                           | 131,256    | 10,101,756            | 9,765,281            |

## 文化的特徴

### ウクライナ他地域との違い
ウクライナ語が地域の主要言語である。ウクライナ・ソビエト社会主義共和国の学校ではロシア語の学習が必須だったが、現代ウクライナでは、ウクライナ語を指導言語とする学校でロシア語や他の少数言語の授業が提供されている。
宗教面では、ウクライナの他の地域と同様にビザンチン典礼のキリスト教が多数を占めるが、1920年代から1930年代のソビエトの迫害を逃れたため、教会への参加と宗教の社会的役割への信仰が強い。独立後の複雑な宗教対立により、歴史的影響が西ウクライナの信徒の忠誠心を形成。ガリツィア地方では、ウクライナ・ギリシャ・カトリック教会が国内最大の支持と資産を持ち、ヴォルィーニ、ブコビナ、ザカルパッチャでは東方正教会が優勢。ウクライナ・ギリシャ・カトリック教会の地域では、司祭の子が司祭となり、同じ社会集団内で結婚する世襲的なカーストが形成された。